# Schmalflügeliger Fleckleibbär

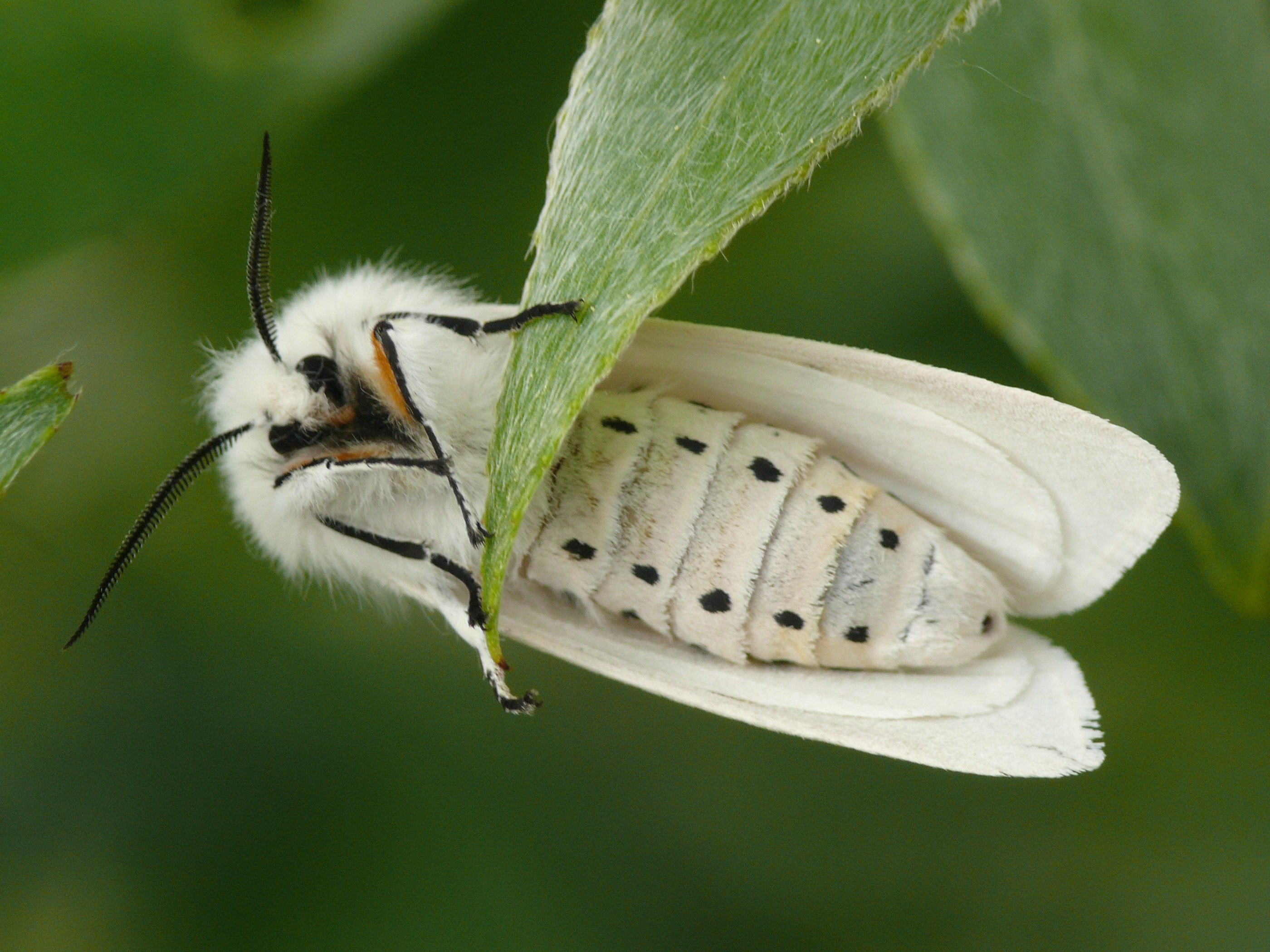
Unterseite des Schmalflügeligen Fleckleibbärs

Der Schmalflügelige Fleckleibbär (Spilosoma urticae) wird in der Literatur oftmals auch als Nesselbär bezeichnet und ist ein zu den Bärenspinnern zählender Nachtfalter.

## Beschreibung
Die Flügelspannweite beträgt etwa 36 bis 44 Millimeter. Der fast weiße Schmetterling ist nur sehr spärlich punktiert. Dadurch unterscheidet er sich von der ähnlichen Art Breitflügeliger Fleckleibbär (Spilosoma menthastri) und, wie es der Name schon sagt, durch die schmaleren Flügel. Am Kopf befinden sich kurze Kammfühler. Der Körper ist von gelber Farbe und zu beiden Seiten mit wenigen schwarzen Flecken eingefasst.
Die Raupen werden bis zu 40 Millimeter lang. Sie sind schwarzbraun gefärbt und haben eine sehr starke ebenfalls schwarzbraune Behaarung.

## Lebensraum
Den Schmalflügelige Fleckleibbär ist in Norddeutschland nur stellenweise häufig, weiter südlich ist die Art seltener. Das Hauptvorkommensgebiet sind feuchte Wiesen und Wälder.

## Lebensweise
Die Tiere sind nachtaktiv. Die Flugzeit der Falter reicht von Mitte Mai bis Ende Juli. Die Raupen findet man von Juli bis Oktober. Die Puppe überwintert.
Die Raupen ernähren sich von vielen verschiedenen krautigen Pflanzen, wie z. B. von Gewöhnlichem Löwenzahn (Taraxacum officinale), Großer Brennnessel (Urtica dioica), Wiesen-Sauerampfer (Rumex acetosa) und Bitterklee.